# Matt Molloy

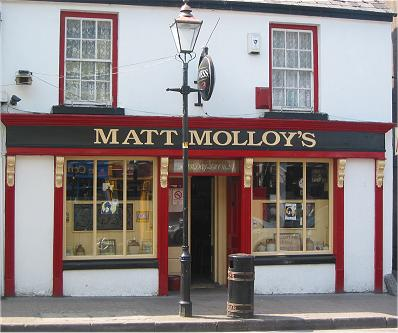
Matt Molloy's Pub na Bridge Street, Westport

Matt Molloy (* 12. ledna 1947, Ballaghaderreen, hrabství Roscommon) je irský hudebník. V osmi letech se začal učit na irskou flétnu a vyhrál All-Ireland Flute Championship když mu bylo teprve sedmnáct let. Je považován za jednoho z nejlepších irských hudebníků. Jeho styl, adaptující dudácké herní techniky na flétnu, ovlivnil mnoho současných flétnistů hrajících na irskou flétnu.
Během sedmdesátých let byl Molloy členem skupiny The Bothy Band a jejím nástupci, ve znovuzaložené skupině Planxty. V roce 1979 se stal členem The Chieftains, kde nahradil Michaela Tubridy. V průběhu své kariéry Molloy spolupracoval s Irish Chamber Orchestra, Paulem Brady, Tommym Peoples, Micheálem Ó Súilleabháinem a Dónalem Lunny.
Molloy je majitelem hospody na Bridge Street ve Westportu v hrabství Mayo kde jsou pravidelné irské sessions.

## Diskografie
Solová alba
- Matt Molloy with Donal Lunny (1976)
- Molloy, Brady, Peoples (1978)
- Contentment Is Wealth (1985)
- Heathery Breeze (1985)
- Stony Steps (1987)
- The Fire Aflame (1992)
- Music at Matt Molloy's (1993)
- Shadows on Stone (1996)
- The West Ocean String Quartet (with Matt Molloy):The Guiding Moon (2007)
- Pathway to the Well (2007) Matt Molloy, John Carty, Arty McGlynn

Jako hostující
- The Rough Guide to Irish Music (1996)